# Brendan Hines-Ike
Brendan Daniel Hines-Ike (Denver, 30 novembre 1994) è un calciatore statunitense, difensore dell'Austin FC.

## Carriera

### Club
Ha iniziato a giocare a calcio nel ruolo di attaccante quando era un bambino. È entrato a far parte del Chivas USA dopo che suo fratello Ian era stato invitato a disputare la Copa Chivas in Messico. A quel punto Brendan ha deciso di fare anche lui un provino, ed è stato firmato dall'Academy del club dopo due giorni. Brandan è rimasto al Chivas USA per due anni: inizialmente ha fatto parte dell'Under-16, ma dopo due mesi è stato spostato alla squadra Under-18, di cui è stato anche capitano nel suo anno da senior.
Tra il 2012 e il 2014 ha fatto parte della squadra calcistica dei Creighton Bluejays della Creighton University. Nei suoi primi due anni di permanenza ha giocato tutte le partite partendo titolare in 38 partite sulle 40 complessive di quel biennio, mentre nel 2014 è sceso in campo solo per cinque incontri, prima di firmare per un breve periodo con gli Ocean City Nor'easters (nella lega PDL) dove si è ricongiunto con il fratello Ian. Successivamente ha finito l'estate allenandosi con i Seattle Sounders e con i Colorado Rapids.
Nel 2015 ha svolto il quarto e ultimo anno di università presso la University of South Florida, dove è stato anche uno dei due capitani in rosa.
Nel gennaio 2016 ha iniziato la sua prima esperienza nel calcio europeo, sottoscrivendo un contratto di quattro anni con gli svedesi dell'Örebro. Durante la prima stagione in bianconero ha collezionato 17 presenze in campionato, di cui 5 da titolare. L'anno successivo ha collezionato 29 presenze su 30 giornate di campionato, tutte e 29 disputate da titolare. Con la maglia dell'Örebro ha iniziato anche la stagione 2018, ma nel mese di luglio è stato venduto in Belgio al Kortrijk.
Il 15 febbraio 2024, dopo tre stagioni passate al D.C. United, si accasa all'Austin FC.(EN) Austin FC sign center back Brendan Hines-Ike, su mlssoccer.com, 15 febbraio 2024. URL consultato il 15 febbraio 2024.